# Bonte komkommerspin
De bonte komkommerspin (Araniella displicata) is een zeldzame spinnensoort uit de familie wielwebspinnen. 
Het vrouwtje wordt 5 tot 11 mm, het mannetje 4 tot 5 mm. Het achterlijf is meestal oranje, maar kan ook wit of geel zijn. Er bevinden zich 10 stippen op het achterlijf, bij de oranje vorm is er een witte bladtekening aanwezig.